# Cziszma (rejon sosnowski)
Cziszma (ros. Чишма) – wieś (dieriewnia) w Rosji, w obwodzie czelabińskim, w rejonie sosnowskim. W 2010 liczyła 337 mieszkańców.